# Wiesław Kielar
Wiesław Kielar (* 12. August 1919 in Przeworsk; † 1. Juni 1990) war ein polnischer Gefangener im Konzentrationslager Auschwitz.

## Leben
Anfang Mai 1940 wurde Kielar wegen seiner Mitgliedschaft in einer militärischen Organisation in Jarosław verhaftet und aus dem Gefängnis Tarnów Mitte Juli 1940 mit dem ersten Transport von 728 Gefangenen (Häftlingsnummer 290) nach Auschwitz gebracht. Er war dort für fast fünf Jahre inhaftiert und wurde unter anderem als Krankenpfleger, Leichenträger, Schreiber, Tischler und Installateur eingesetzt. Ende Oktober 1944 wurde er in das KZ Sachsenhausen überstellt.
1972 veröffentlichte er seine Memoiren unter dem Titel Anus Mundi: Fünf Jahre Auschwitz, worin er seine Haft detailliert beschreibt.
Wiesław Kielar starb am 1. Juni 1990 und wurde auf dem Friedhof Rakowicki in Krakau beigesetzt.

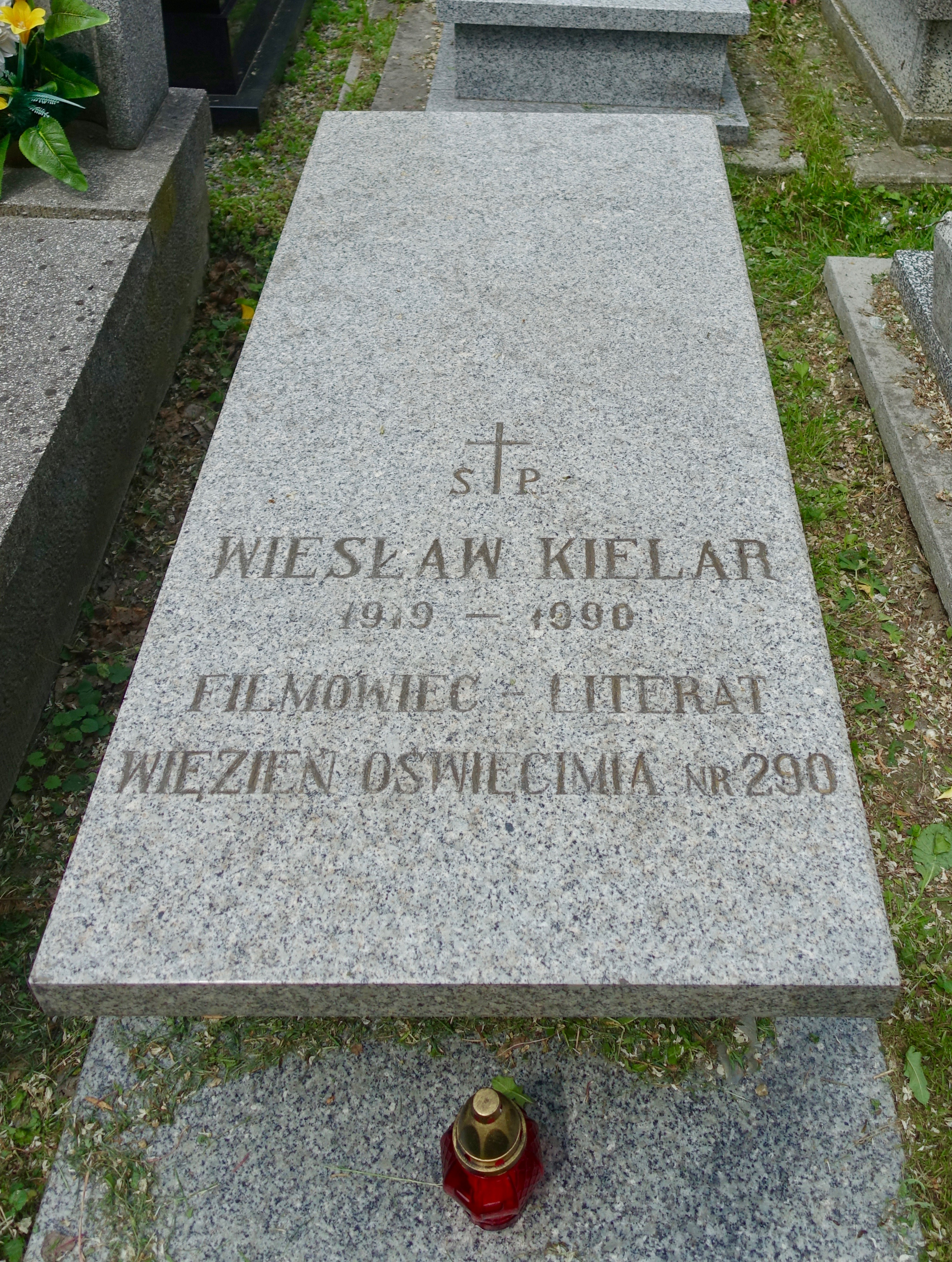
Grab von Wiesław Kielar auf dem Friedhof Rakowicki in Krakau